# 大英浸信会
大英浸信会，英語舊名：，2000年後改為英語現名：，是一個由來自英格蘭的浸信宗信徒成立的基督教差會。

## 成立
1792年成立差会。

## 在中国
1860年来华。
1919年，英国浸礼会差会在华传教士123人，在各省分布情况如下：
1. 山东61人
2. 陕西31人
3. 山西31人

1919年英国浸礼会在华受餐信徒8567人，在各省分布情况如下：
1. 山东5983人
2. 陕西1999人
3. 山西675人

### 山东

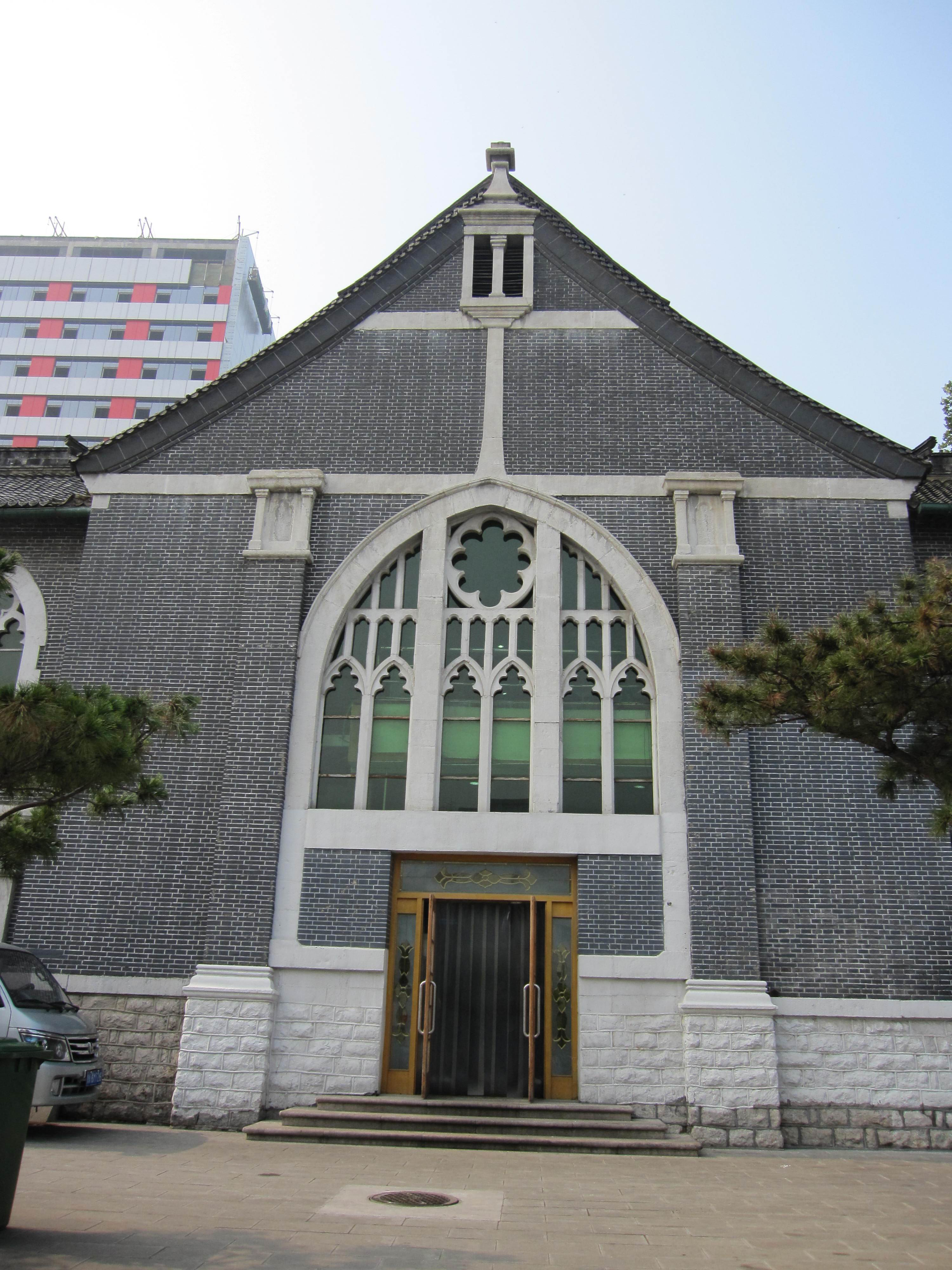
济南南关教堂旧址，今为齐鲁医院食堂

- 传教站：青州（1877）[2]、周村（1903）、濟南（1904）、北镇
- 教堂：济南南关教堂、周村东门里礼拜堂
- 医院：青州广德医院、周村复育医院
- 学校：齐鲁大学（合办）[2]

### 山西
- 传教站: 太原（1878）、忻州（1885）、代州（1892）
- 教堂：太原桥头街教堂
- 医院：太原博爱医院

### 陕西
- 传教站：三原（1893）、西安（1894）[2]、福音村（1903）
- 教堂：西安南新街教堂，东关教堂
- 医院：西安广仁医院

## 人物
- Charles J. Hall
- Hendrikadius Zwaantinus Kloekers
- 李提摩太（Timothy Richard）[2]
- 怀恩光（John Sutherland Whitewright, 1858-1926）